# Nikolaj Tsjernych
Nikolaj Stepanovitsj Tsjernych (Russisch: Николай Степанович Черных, 6 oktober 1936 – 26 mei 2004) was een Sovjet-astronoom die in totaal 537 planetoïden ontdekte.

## Biografie
Tsjernych was verbonden aan het Astrofysisch Observatorium in Naoetsjny op de Krim. Hij specialiseerde zich in astrometrie en de dynamiek van kleine lichamen in het zonnestelsel en werkte vanaf 1963 in het Krim-Observatorium.
Tsjernych ontdekte twee periodieke kometen: 74P/Smirnova-Chernykh en 101P/Chernykh. Hij ontdekte ook een zeer groot aantal planetoïden, waaronder met name 2867 Šteins en de Trojaanse planetoïde 2207 Antenor. Tsjernych werkte samen met zijn vrouw en collega Ljoedmila Tsjernych. De planetoïde 2325 Chernykh, die de Tsjechische astronoom Antonín Mrkos in 1979 ontdekte, werd naar hen genoemd.
- CiNii: DA12240486
- International Standard Name Identifier: 0000 0000 2416 1504
- Library of Congress Control Number: n84075667
- Virtual International Authority File: 11245274
- WorldCat: E39PBJx8Bt37b4dkxYH3fFWv73